# Empoasca dichotomous
Empoasca dichotomous är en insektsart som beskrevs av Zhang och Xiao 2000. Empoasca dichotomous ingår i släktet Empoasca och familjen dvärgstritar. Inga underarter finns listade i Catalogue of Life.